# Gibó crestat
El gibó crestat (Hylobates pileatus) és una espècie de primat hominoïdeu de la família dels gibons (Hylobatidae). Tenen un marcat dimorfisme sexual a la coloració del pèl. Els mascles són completament de color negre, mentre que les femelles tenen una coloració més grisosa, amb únicament el ventre i el cap negres. Se'l troba a Tailàndia, Laos i Cambodja